# Gerhard Wiltfang
Gerhard Wiltfang (n. 27 aprilie 1946, Stuhr, Saxonia Inferioară, Germania – d. 1 iulie 1997, Thedinghausen, Saxonia Inferioară, Germania) a fost un sportiv ce a reprezentat Germania, medaliat olimpic. A participat la o ediție a Jocurilor Olimpice (1972) în care a câștigat o medalie de aur.